# Sobao

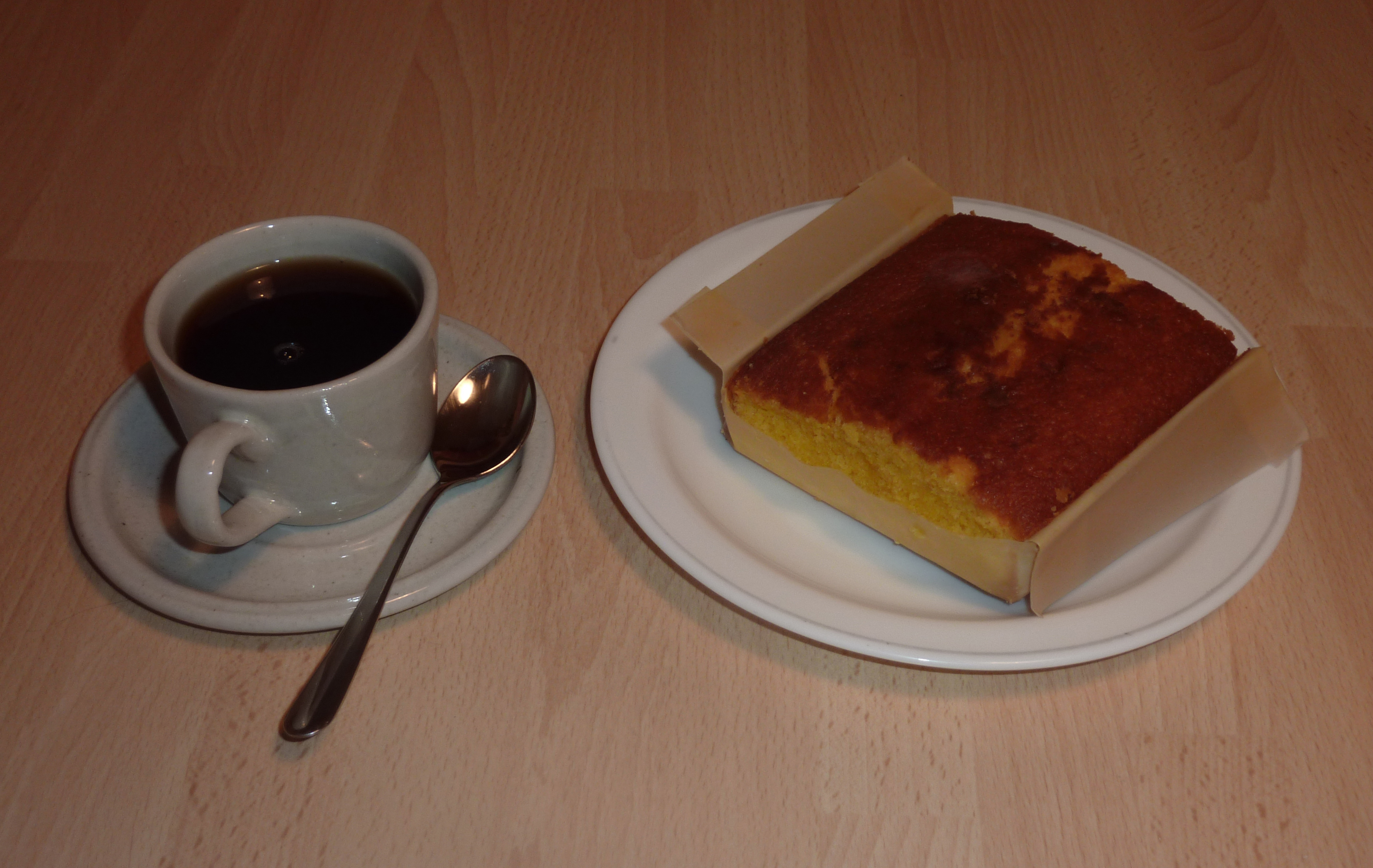
Sobao

Sobao (także: sobao pasiego, l.mn. sobaos) – tradycyne hiszpańskie ciasto biszkoptowe, charakterystyczne dla regionu Kantabrii, zwłaszcza dolin Pas i Miera.
Sprzedawany jest w małych, kwadratowych kawałkach, z których każdy umieszczany jest w charakterystycznej owijce z papieru (pergaminu) z wywiniętymi brzegami o nazwie gorros, czyli kapelusz. Przyrządzane są z jaj, cukru i mąki, z dodatkiem regionalnego masła z dolin Pas i Miera. Dodaje się też likier i startą skórkę cytrynową. Dawniej wyrabiano je z ciasta chlebowego, ale obecnie tradycja ta w masowej produkcji zanikła - wykorzystuje się proszek do pieczenia.
Sobao posiada wysoką wartość energetyczną, dużo węglowodanów i umiarkowaną zawartość tłuszczów. Charakteryzuje się też wysoką zawartością witamin A i D.